# Hilsa kelee
Hilsa kelee là một loài cá thuộc chi đơn loài Hilsa trong họ Cá trích (Clupeidae).